# MSP 바트나
MSP 바트나(Mouloudia Sportive Populaire de Batna, 아랍어: المولودية الرياضية الشعبية باتنة), 간단히 MSPB는 알제리 바트나시에 연고를 둔 알제리의 축구 클럽이다. 1962년에 설립되었으며, 주 색상은 검정, 녹색 및 흰색을 사용한다. 20,000명의 관중을 수용할 수 있는 1954년 11월 1일 스타디움을 홈구장으로 사용하며, 클럽은 현재 알제리 리그 2에 소속되어 있다.